# Campeonato Mundial de Patinaje Artístico sobre Hielo de 1967
El LVII Campeonato Mundial de Patinaje Artístico se realizó en Viena (Austria) entre el 28 de febrero y el 4 de marzo de 1967 bajo la organización de la Unión Internacional de Patinaje sobre Hielo (ISU) y la Federación Austriaca de Patinaje Artístico sobre Hielo. 

## Resultados

### Masculino
| Puesto | Nombre           | País           | Puntos |
| ------ | ---------------- | -------------- | ------ |
| Oro    | Emmerich Danzer  | Austria        | 15     |
| Plata  | Wolfgang Schwarz | Austria        | 16     |
| Bronce | Gary Visconti    | Estados Unidos | 35     |

### Femenino
| Puesto | Nombre           | País                          | Puntos |
| ------ | ---------------- | ----------------------------- | ------ |
| Oro    | Peggy Fleming    | Estados Unidos                | 9      |
| Plata  | Gabriele Seyfert | República Democrática Alemana | 21     |
| Bronce | Hana Mašková     | Checoslovaquia                | 29     |

### Parejas
| Puesto | Nombre                              | País                | Puntos |
| ------ | ----------------------------------- | ------------------- | ------ |
| Oro    | Liudmila Belusova / Oleg Protopopov | Unión Soviética     | 9      |
| Plata  | Margot Glockshuber / Wolfgang Danne | Alemania Occidental | 25     |
| Bronce | Cynthia Kauffman / Ronald Kauffman  | Estados Unidos      | 27     |

### Danza en hielo
| Puesto | Nombre                          | País           | Puntos |
| ------ | ------------------------------- | -------------- | ------ |
| Oro    | Diane Towler / Bernard Ford     | Reino Unido    | 9      |
| Plata  | Loma Dyer / John Carrell        | Estados Unidos | 12     |
| Bronce | Yvonne Suddick / Malcolm Cannon | Reino Unido    | 21     |

## Medallero
| Núm. | País                          | Oro | Plata | Bronce | Total |
| ---- | ----------------------------- | --- | ----- | ------ | ----- |
| 1    | Estados Unidos                | 1   | 1     | 2      | 4     |
| 2    | Austria                       | 1   | 1     | 0      | 2     |
| 3    | Reino Unido                   | 1   | 0     | 1      | 2     |
| 4    | Unión Soviética               | 1   | 0     | 0      | 1     |
| 5    | Alemania Occidental           | 0   | 1     | 0      | 1     |
| 5    | República Democrática Alemana | 0   | 1     | 0      | 1     |
| 7    | Checoslovaquia                | 0   | 0     | 1      | 1     |
|      | TOTAL                         | 4   | 4     | 4      | 12    |

| Predecesor: Suiza 1966 | Campeonato Mundial de Patinaje Artístico sobre Hielo 1967 | Sucesor: Suiza 1968 |

- Datos: Q648047